# Sweet Memories
Sweet Memories (também denominado sob o título Sweet Memories of Yesterday e Sweetheart Days) é um curta-metragem mudo de drama romântico, roteirizado e dirigido por Thomas H. Ince, lançado nos Estados Unidos em 27 de março de 1911 pela Independent Moving Pictures.